# 本橋寛成
本橋 寛成（もとはし ひろしげ、1830年1月21日（天保元年3月15日） - 1892年（明治25年）3月2日）は、日本の地方官吏。武蔵国豊島郡出身。

## 生涯
下石神井村の豪農、本橋忠蔵の子として生まれる。本橋家は屋号を油屋といい、当主は代々勝右衛門と名乗り油絞りをはじめ商いを手広く行っていた。幕末から明治初年にかけて油屋の商売は年商1万両と順調で、1865年（慶応元年）には長州征討に際して幕府へ250両を上納し名字帯刀を許されている。しかし明治維新に到るまでの寛成本人の事績はあまり伝わっていない。戊辰戦争に備え、1868年（慶応4年）に組織された石神井農兵隊の中に名前が見えているくらいである。
廃藩置県により東京府の管下に入った後、事業を倅の勝右衛門に譲り地域行政に携わるようになる。下石神井村は1873年（明治6年）に東京府第8大区8小区の管轄となるが、寛成はその戸長から、権区長、区長と昇進し、郡区町村編制法のもと南豊島郡ついで北豊島郡の郡長を務めた。この間、学区取締や地租改正掛を兼務して新政府の政策実施に尽力した。1886年（明治19年）に一旦公職から退くが、のちに東京府の農商課で内国勧業博覧会の委員を務めている。
1886年（明治19年）に倅の勝右衛門を離縁する裁判を起こしている。勝右衛門は製糸業を興して失敗したり、大金をつぎ込んで東京府会議員になるなど、財産の浪費が激しかった。鳩山和夫を代言人として争い勝訴したが、寛成の死後に家勢は傾き、本橋家は中野へ移った。

## 人物評
生活は質素で、人格は情け深く学識もあり、人使いが上手いと評されている。

## 経歴
- 1873年5月 - 第8大区8小区戸長
- 1874年6月10日 - 第8大区5,6,7,8小区権区長
- 1875年7月3日 - 第8大区5,6,7,8小区区長
- 1877年8月4日 - 第9大区長
- 1878年3月15日 - 第8大区長
- 1878年11月2日 - 南豊島郡長[1]
- 1882年4月26日 - 北豊島郡長[2]
- 1886年8月27日 - 非職
- 1888年11月9日 - 東京府 雇 農商課
- 1889年7月1日 - 東京府 属 判任四等
- 1890年10月23日 - 非職